# Gaius Popilius Laenas
Gaius Popilius Laenas byl v letech 172 př. n. l. a 158 př. n. l. římským konzulem. Do dějin vstoupil svým nekompromisním jednáním se syrským králem Antiochem IV. Epifanem.
Když v roce 168 př. n. l. syrský král vpadl do Egypta a obléhal Alexandrii, Římané, znepokojeni jeho postupem, k němu vyslali poselstvo v čele s Gaiem Popiliem, které mělo dojednat mír mezi ním a egyptským králem Ptolemaiem. Antiochos po přečtení usnesení senátu požádal Popilia, aby mohl dokument probrat se svými společníky. Popilius však místo toho nakreslil svou holí kolem krále kruh a zakázal mu z něj vystoupit, dokud na usnesení senátu neodpoví. Antiocha jeho jednání natolik vyvedlo z míry, že nakonec souhlasil se všemi římskými požadavky – uzavřel s Ptolemaiem mír, s vojskem ustoupil zpět do Sýrie a dokonce vyklidil i Kypr, který nedlouho předtím na Egypťanech dobyl.